# 15785 de Villegas
15785 de Villegas è un asteroide della fascia principale. Scoperto nel 1993, presenta un'orbita caratterizzata da un semiasse maggiore pari a 3,1405326 au e da un'eccentricità di 0,0537272, inclinata di 14,23656° rispetto all'eclittica.
L'asteroide è dedicato al poeta spagnolo Esteban Manuel de Villegas.